# To Cut a Long Story Short
To Cut a Long Story Short är en låt av den brittiska gruppen Spandau Ballet utgiven 1980. Den var deras första singel och nådde 5:e plats på brittiska singellistan. Den finns med på gruppens debutalbum Journeys to Glory.
To Cut a Long Story Short är en syntpoplåt som har sagts ha mer gemensamt med tidiga Orchestral Manoeuvres in the Dark än med Spandau Ballets senare hits i soulpopstil. Den inspirerade Vince Clarke till att skriva Depeche Modes hitlåt Just Can't Get Enough. År 2006 samplades keyboardarrangemanget till den brittiska electrogruppen Freestylers låt In love With You.

## Utgåvor och låtförteckning
7" single
1. "To Cut a Long Story Short" — 3:20
2. "To Cut a Long Story Short" (Instrumental) — 3:20

12" single
1. "To Cut a Long Story Short" (Mix 1) — 6:30
2. "To Cut a Long Story Short" (Mix 2) — 3:56